# Ranunculus amerophylloides
Ranunculus amerophylloides är en ranunkelväxtart som beskrevs av Hj. Eichl.. Ranunculus amerophylloides ingår i släktet ranunkler, och familjen ranunkelväxter. Inga underarter finns listade i Catalogue of Life.